# Яшин, Олег Олегович
Оле́г Оле́гович Я́шин (3 декабря 1990, Воскресенск, СССР) — российский хоккеист, левый нападающий. В настоящее время является свободным агентом. Воспитанник воскресенского «Химика». Сын хоккеиста Олега Сергеевича Яшина. Играл за клубы Континентальной хоккейной лиги (КХЛ) «Атлант», «Локомотив», «Югра», « и Куньлунь Ред Стар» и «Северсталь». Бронзовый призёр чемпионата Польши (2019) в составе «Катовице».

## Биография
Родился 3 декабря 1990 года в подмосковном Воскресенске в семье хоккеиста местного «Химика» Олега Яшина. Воспитанник «Химика». В 15 лет приглашён в школу московского ЦСКА, затем занимался в московском «Спартаке».
Вернулся в «Химик», который вскоре переехал в подмосковные Мытищи, а затем был переименован в «Атлант». Дебютировал на взрослом уровне 19 ноября 2007 года, в этом же матче забросил первую (и пока единственную) шайбу. Привлекался в юношескую и молодёжную сборные России. Однако, закрепиться в основе «Атланта» не смог и в основном выступал за «Атлант-2» в Первой лиге, затем «Мытищинские атланты» в МХЛ, и за фарм-клубы «Атланта» «Рязань» и клинский «Титан» в ВХЛ.
20 октября 2011 года перешёл в возрождаемый ярославский «Локомотив», который 12 декабря начал выступления в ВХЛ. До этого выступал за его молодёжный клуб «Локо». В январе 2013 года обменян в мытищинский «Атлант» на защитника Максима Семёнова.
7 июля 2016 года Яшин подписал контракт с дебютантом КХЛ ХК «Красная звезда Куньлунь».

## Статистика
| Легенда | Легенда                    | Легенда | Легенда                   | Легенда | Легенда    |
| ------- | -------------------------- | ------- | ------------------------- | ------- | ---------- |
| И       | Количество проведённых игр | Штр     | Штрафное время            | +/−     | Плюс-минус |
| Г       | Голы                       | П       | Голевые передачи          | О       | Очки       |
| -       | Статистика неизвестна      | —       | Статистика не учитывалась |         |            |

### Клубная
- a В «Плей-офф» учитывается статистика игрока в Кубке Надежды.

## Достижения
Командные
| Год  | Команда         | Достижение                                    | Достижение |
| ---- | --------------- | --------------------------------------------- | ---------- |
| 2007 | Россия (юниор.) | Бронзовый призёр Мемориала Ивана Глинки       |            |
| 2008 | Химик-2 Мытищи  | Победитель Первой лиги (регион «Запад−Центр») |            |
| 2019 | Катовице        | Бронзовый призёр чемпионата Польши            |            |